# Рухсторф ан дер Рот
Рухсторф ан дер Рот (њем. Ruhstorf an der Rott) град је у њемачкој савезној држави Баварска. Једно је од 38 општинских средишта округа Пасау. Према процјени из 2010. у граду је живјело 7.080 становника. Посједује регионалну шифру (AGS) 9275145.

## Географски и демографски подаци
Рухсторф ан дер Рот се налази у савезној држави Баварска у округу Пасау. Град се налази на надморској висини од 319 метара. Површина општине износи 51,5 km². У самом граду је, према процјени из 2010. године, живјело 7.080 становника. Просјечна густина становништва износи 138 становника/km².